# 海上世界

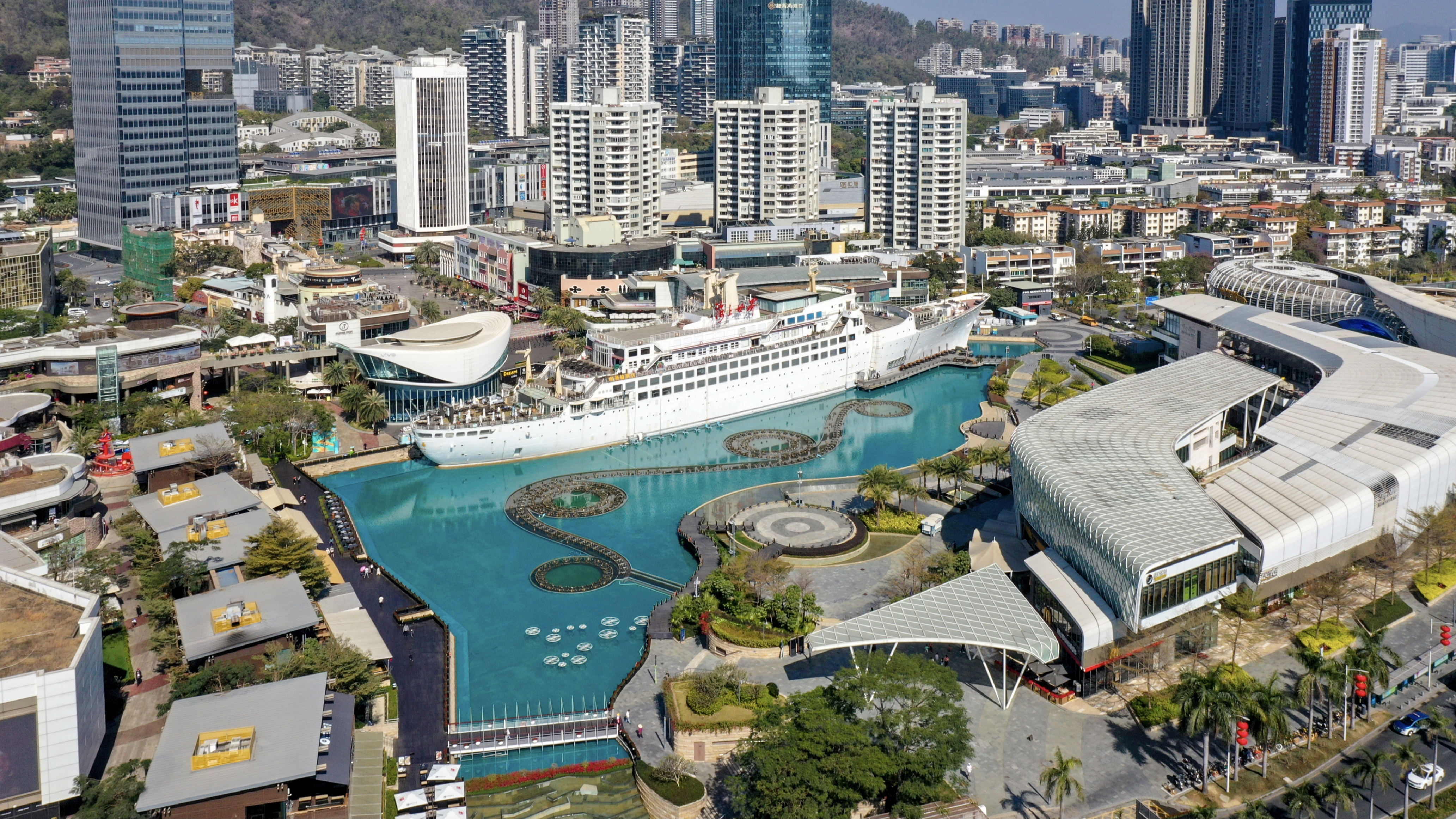
全景

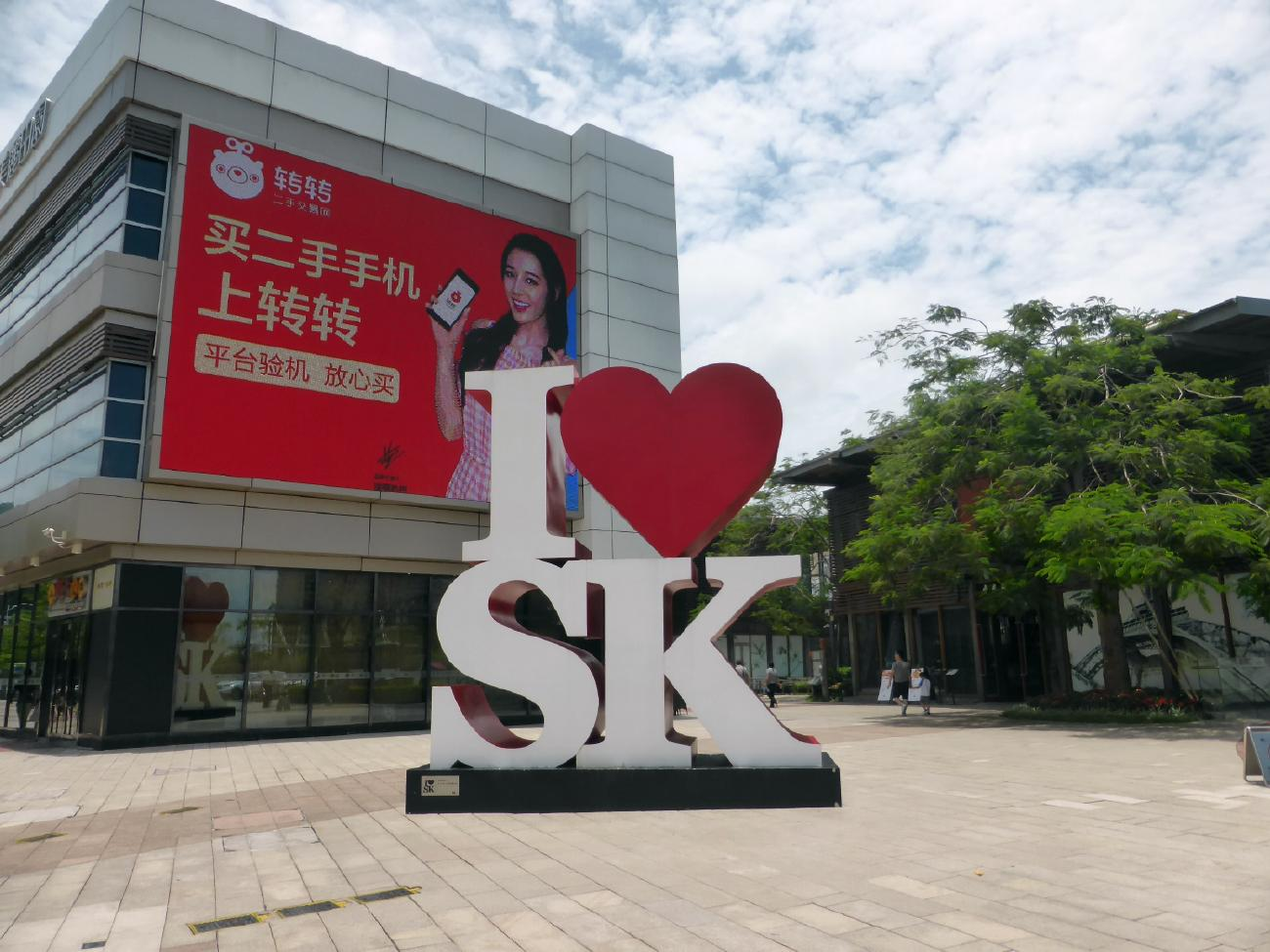
海上世界のオブジェクト

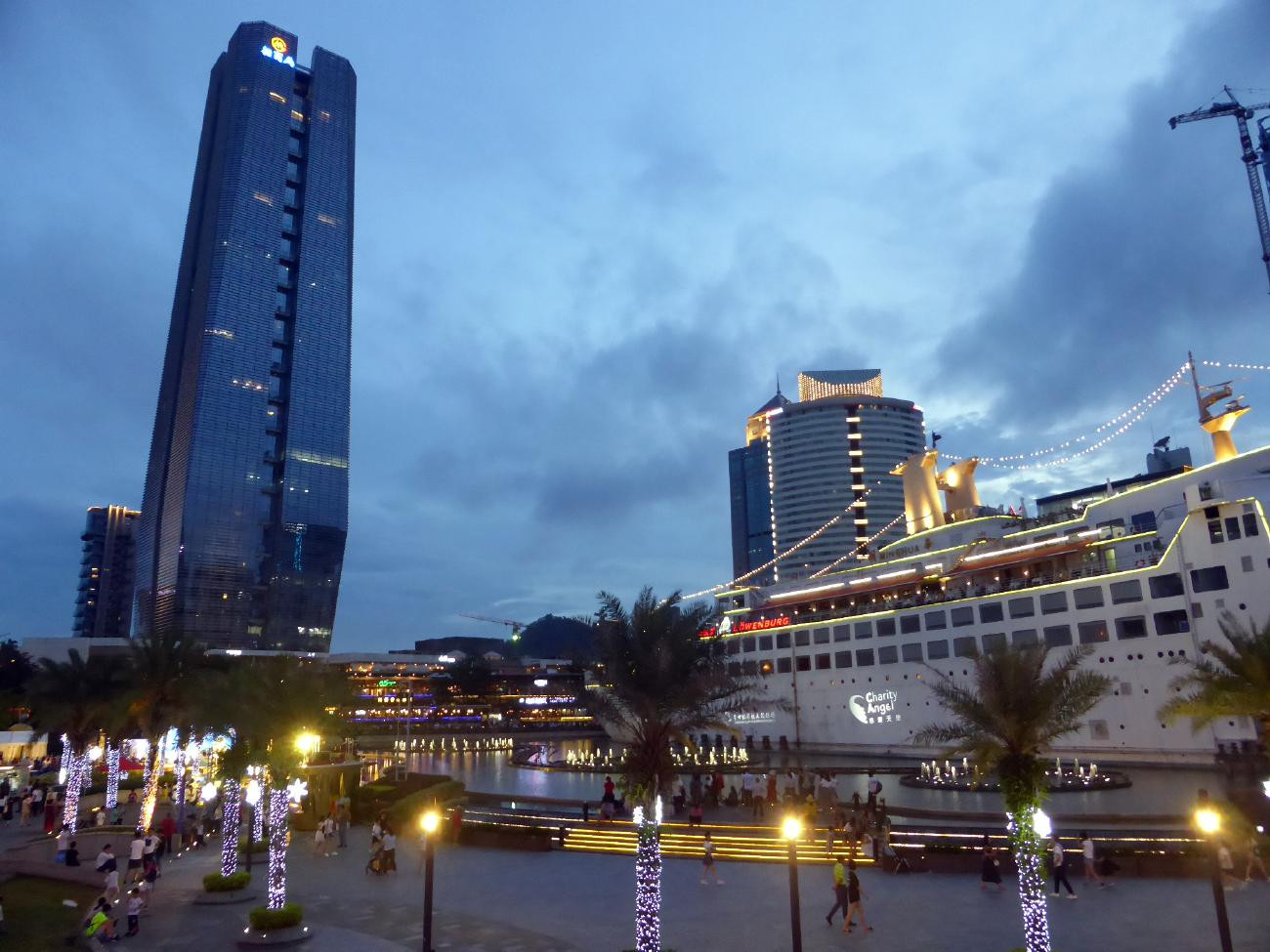
海上世界のランドーマーク

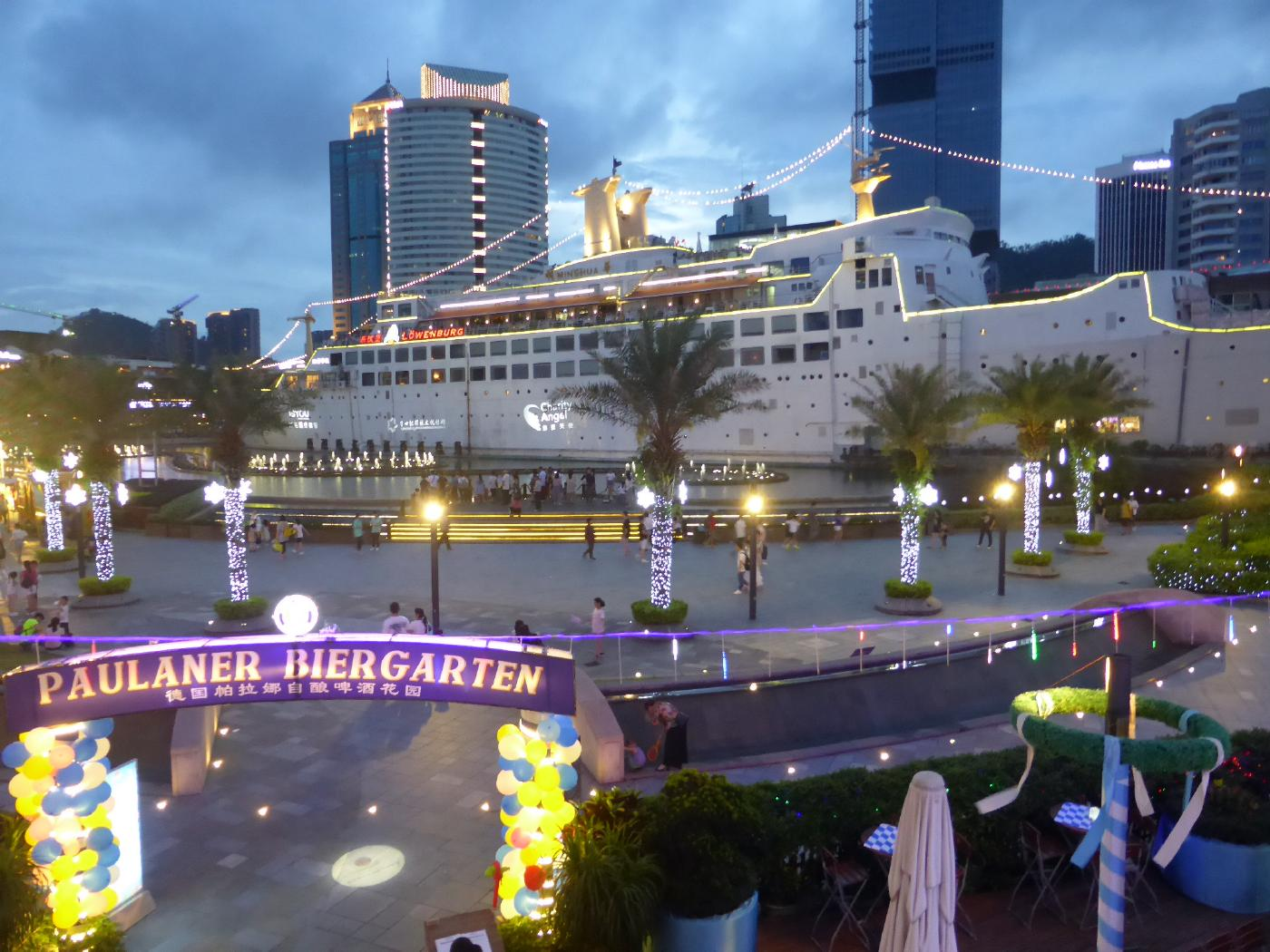
煌びやかなネオン

海上世界（かいじょうせかい）は、中華人民共和国広東省深圳市南山区にあるアミューズメント施設で、ホテルや飲食店、文化施設がある。2003年12月24日にオープンし、海上世界には多くの外国人も訪れる。

## 施設
海上世界には中華料理、日本料理、海鮮料理、西洋料理、マクドナルド、スターバックス、ハーゲンダッツ、バーなどの飲食店がある。また映画館やセブンイレブン、ホテルなども施設内に併設されている。海上世界に隣接している海上世界文化芸術中心、改革開放蛇口博物館、ヒルトンホテル、南海意庫も徒歩圏内である。

### クルーズ イン ホテル

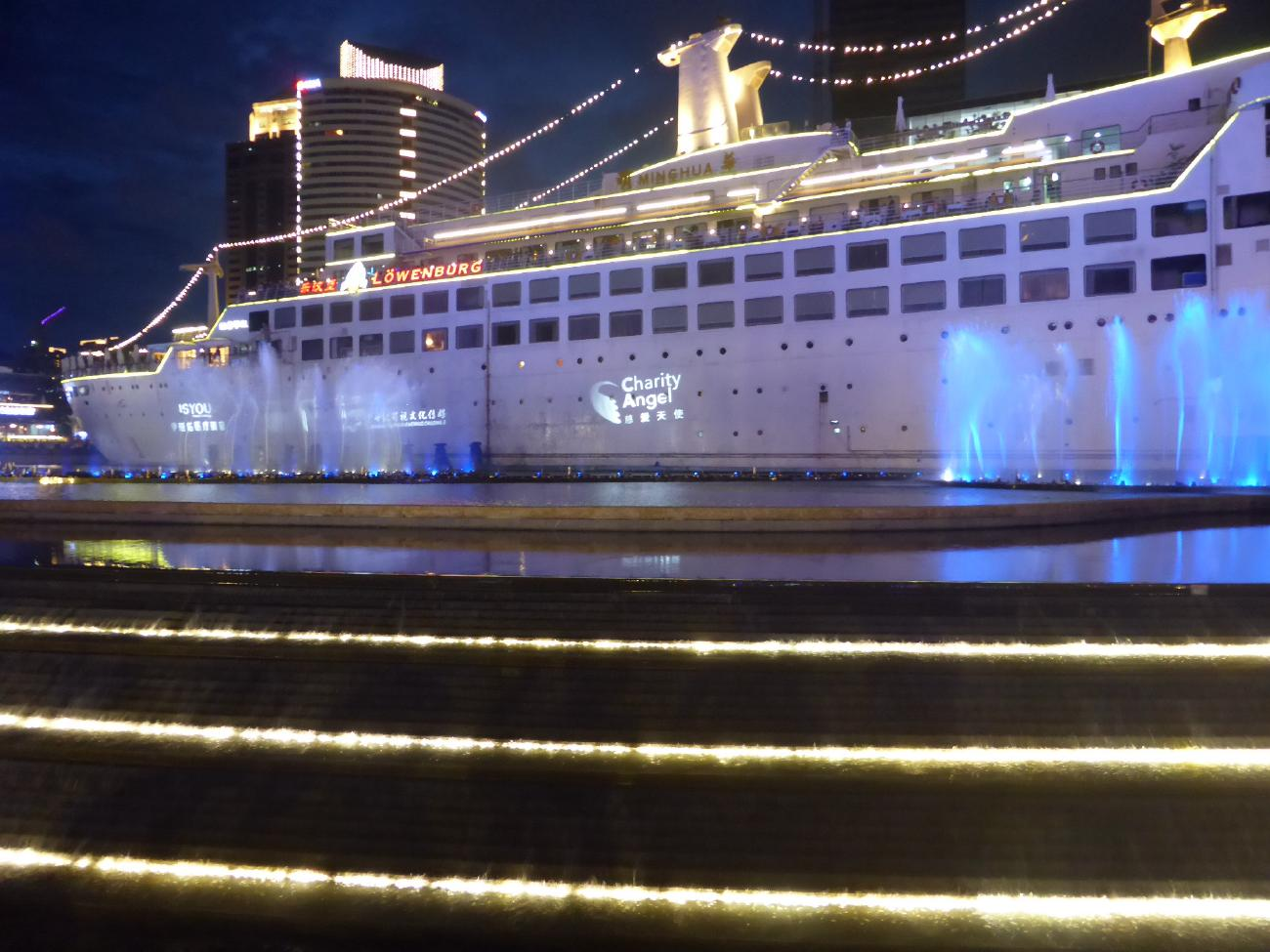
ホテル全景
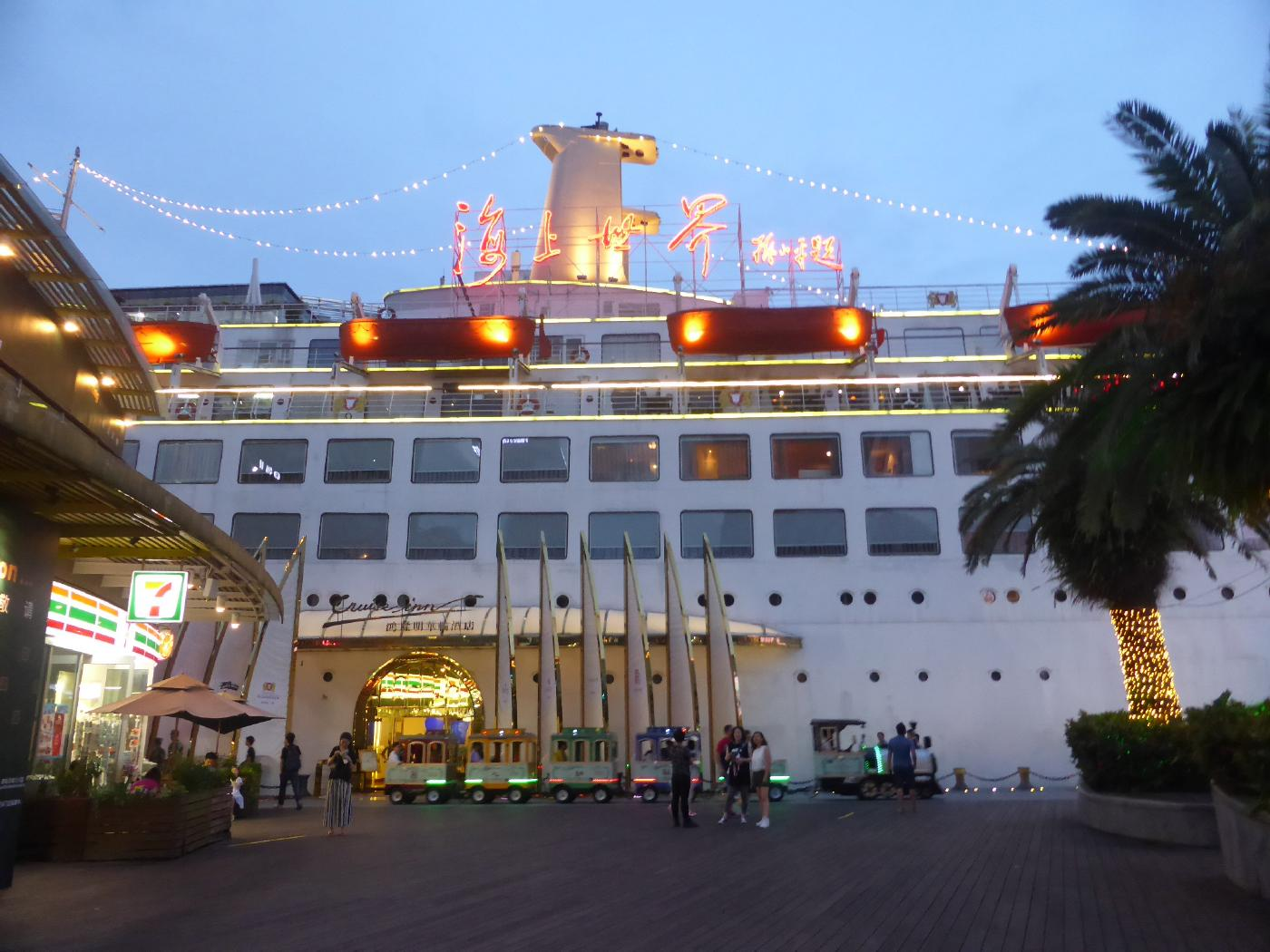
ホテル入口は人口湖の反対側
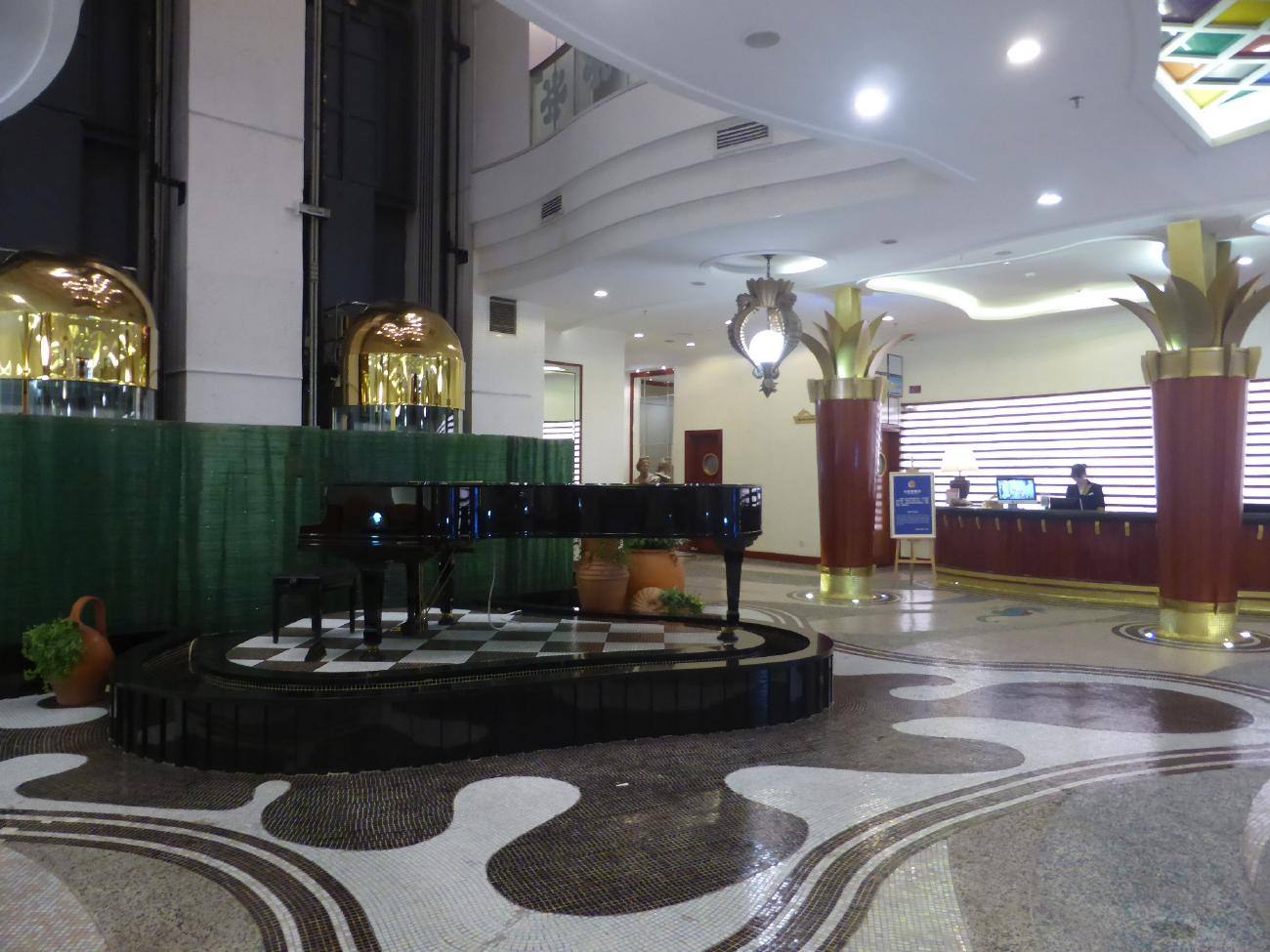
ホテルロビー
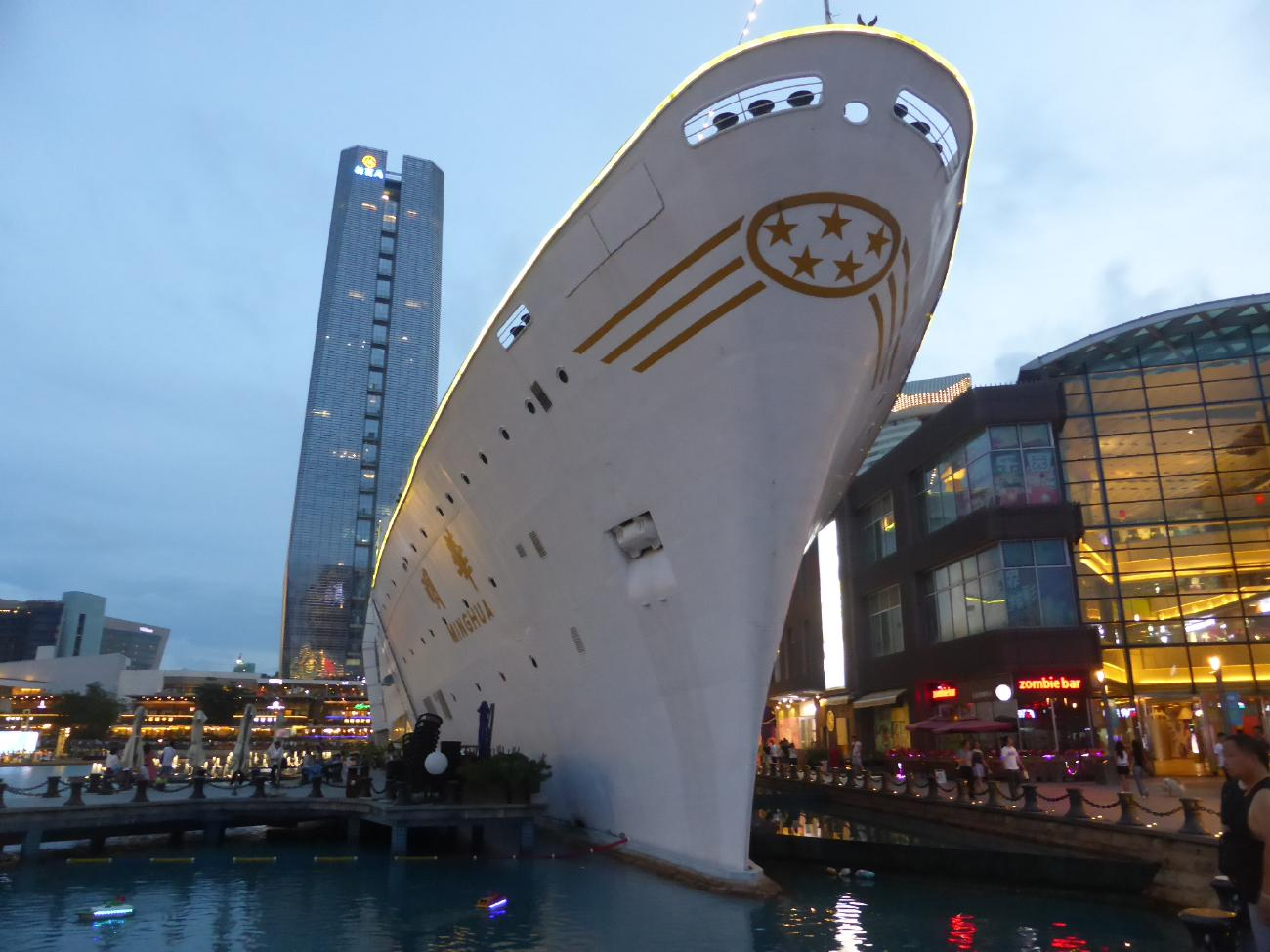
5星級ホテル

## アクセス

### バス
- バス停名：海上世界地鉄駅
  - M371
  - M400
  - M430
  - N4
- バス停名：海上世界公交接駁站
  - M519

### 地下鉄
- 深圳地下鉄2号線海上世界駅

## 南海意庫
南海意庫はサンヨーの工場跡地をリノベーションしたもので、1号棟から6号棟まである。最寄り駅の水湾駅から徒歩3分で、同駅と海上世界の間に南海意庫は在る。南海意庫はそのユニークなデザインから、雑誌やドラマの撮影にも登場する。エリア内にはカフェやセレクトショップ、オフィス事務所がある。

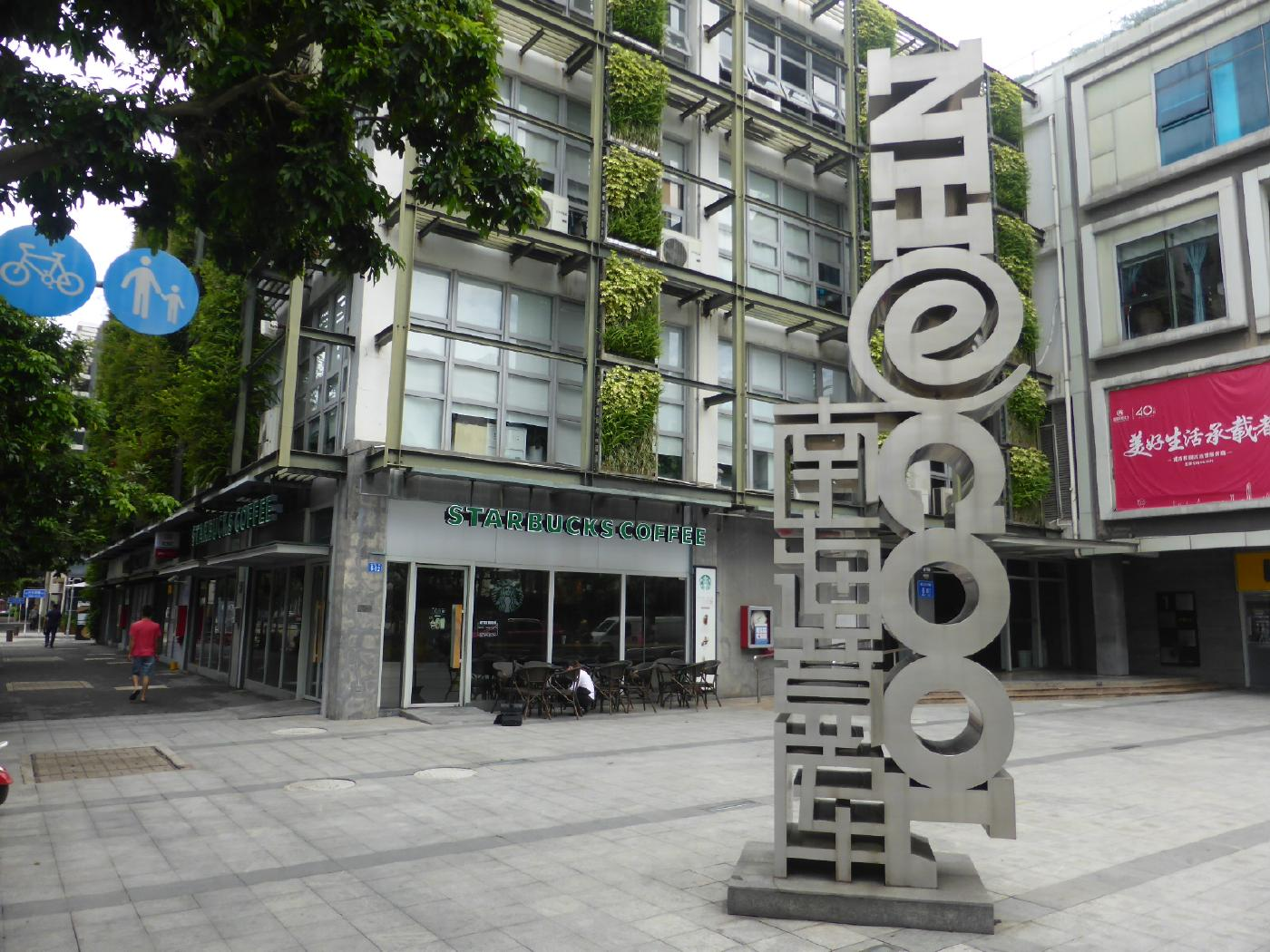
南海意庫のシンボルマーク
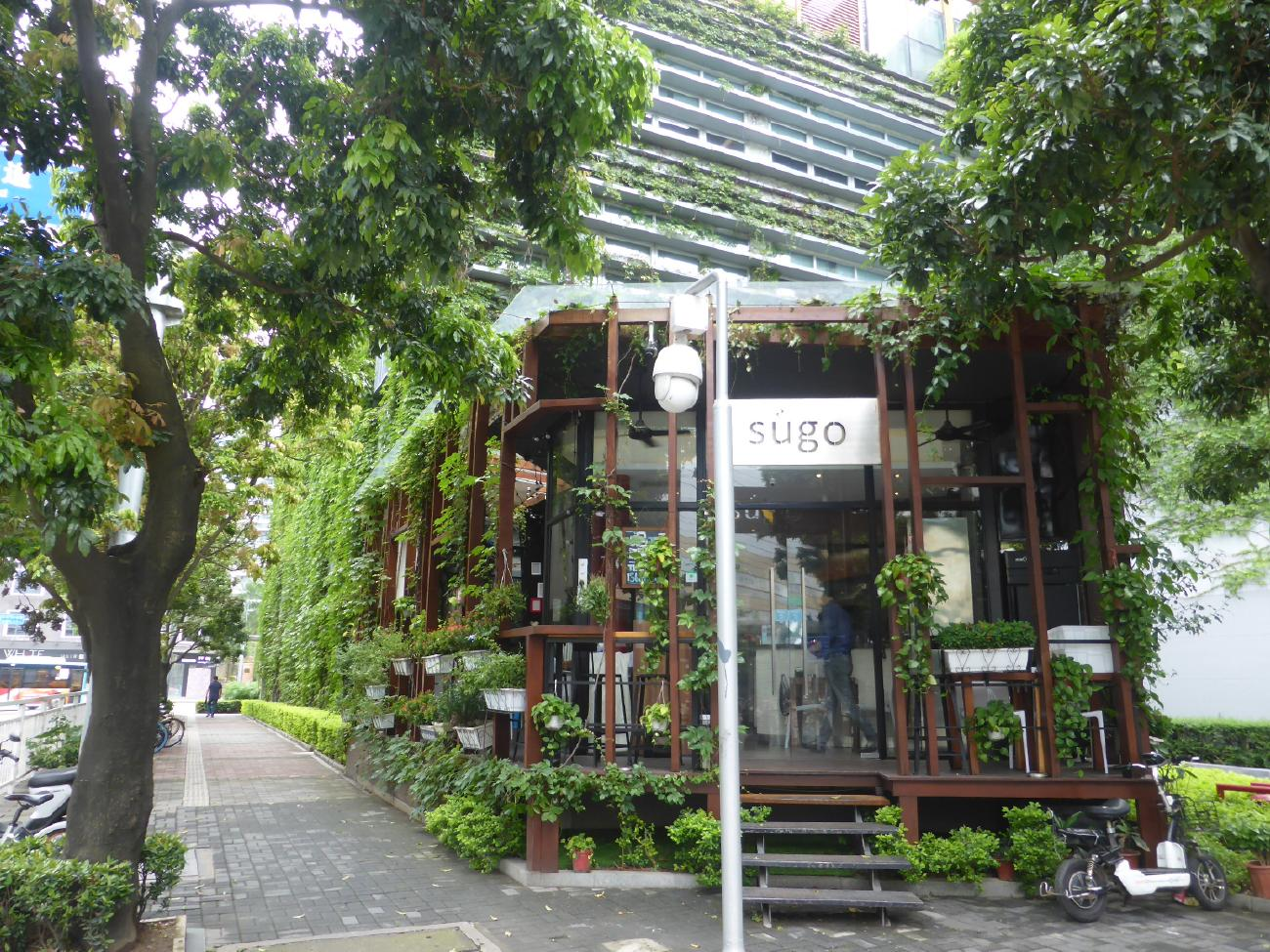
カフェには欧米人客が多い
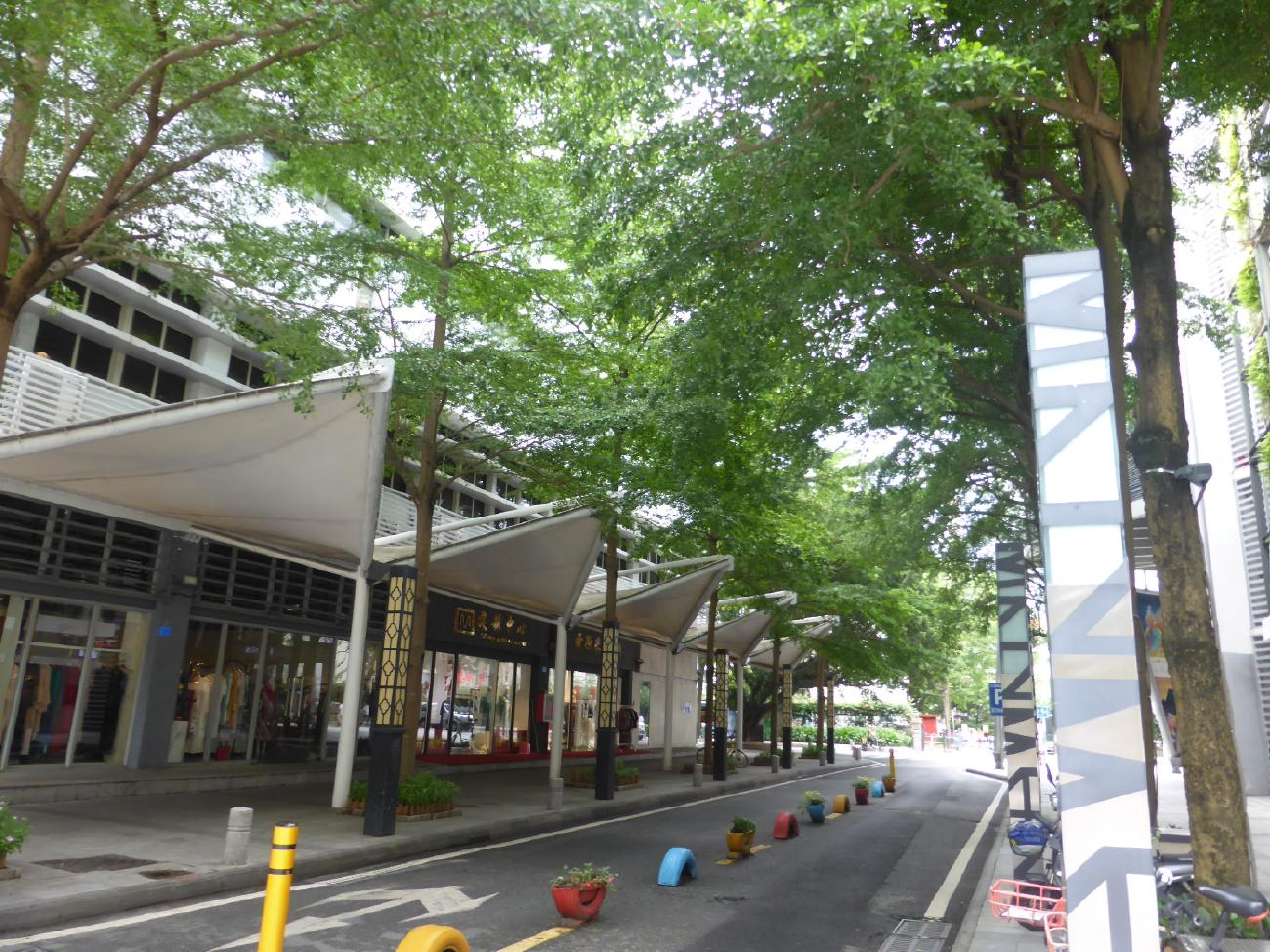
工場跡地をリモデリング
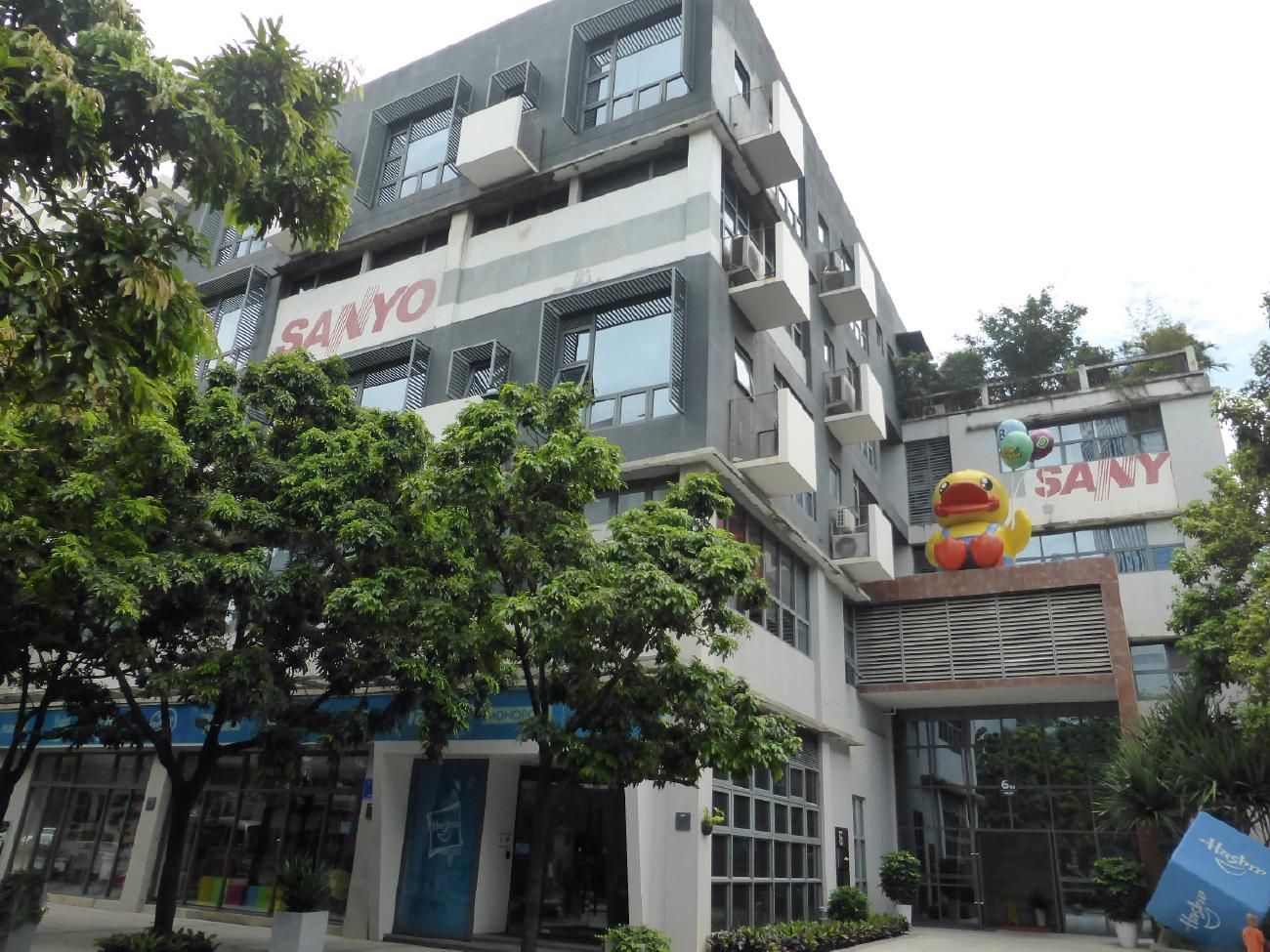
建物にはサンヨーのロゴ
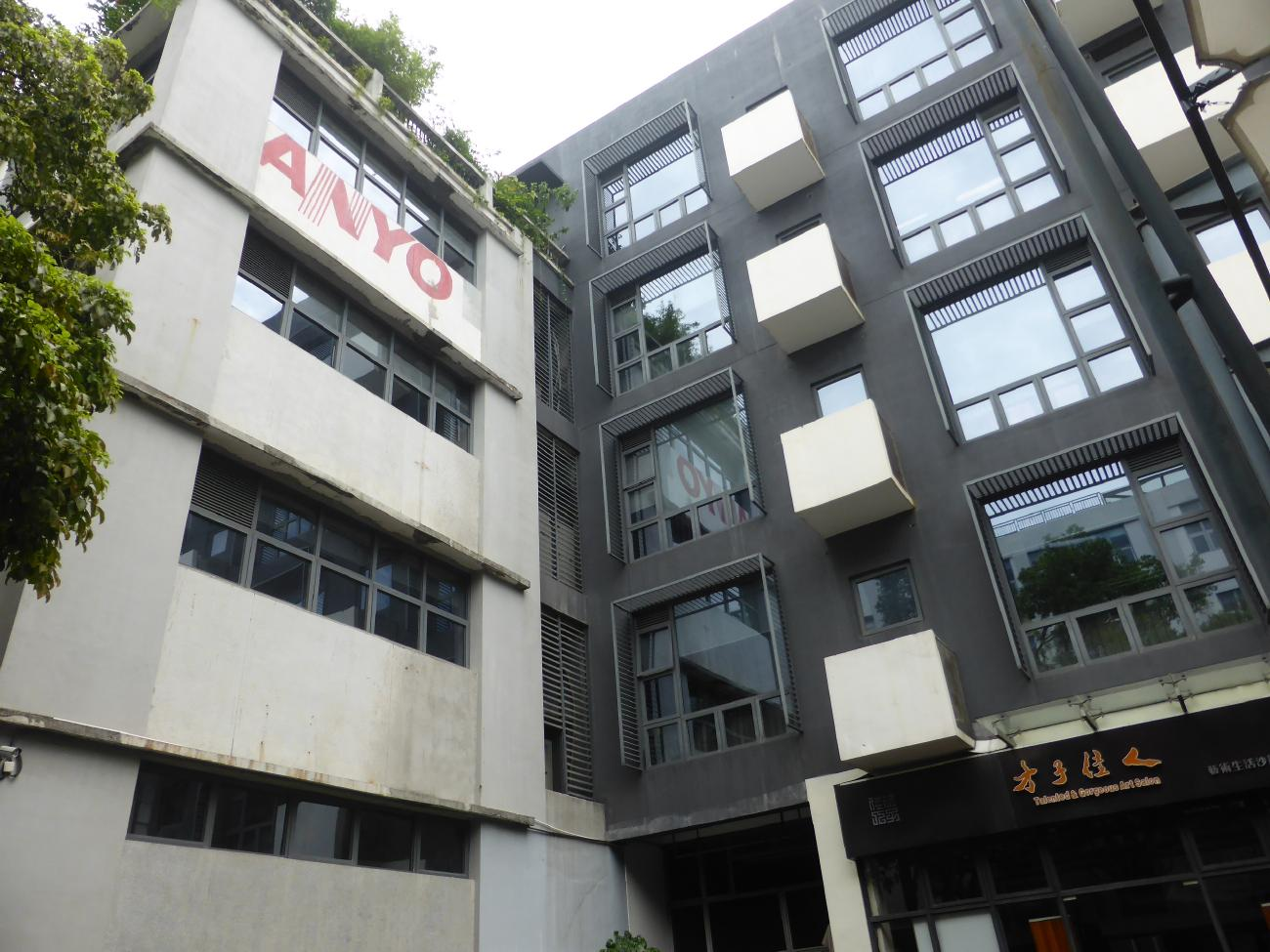
サンヨー工場跡地をリノベーション
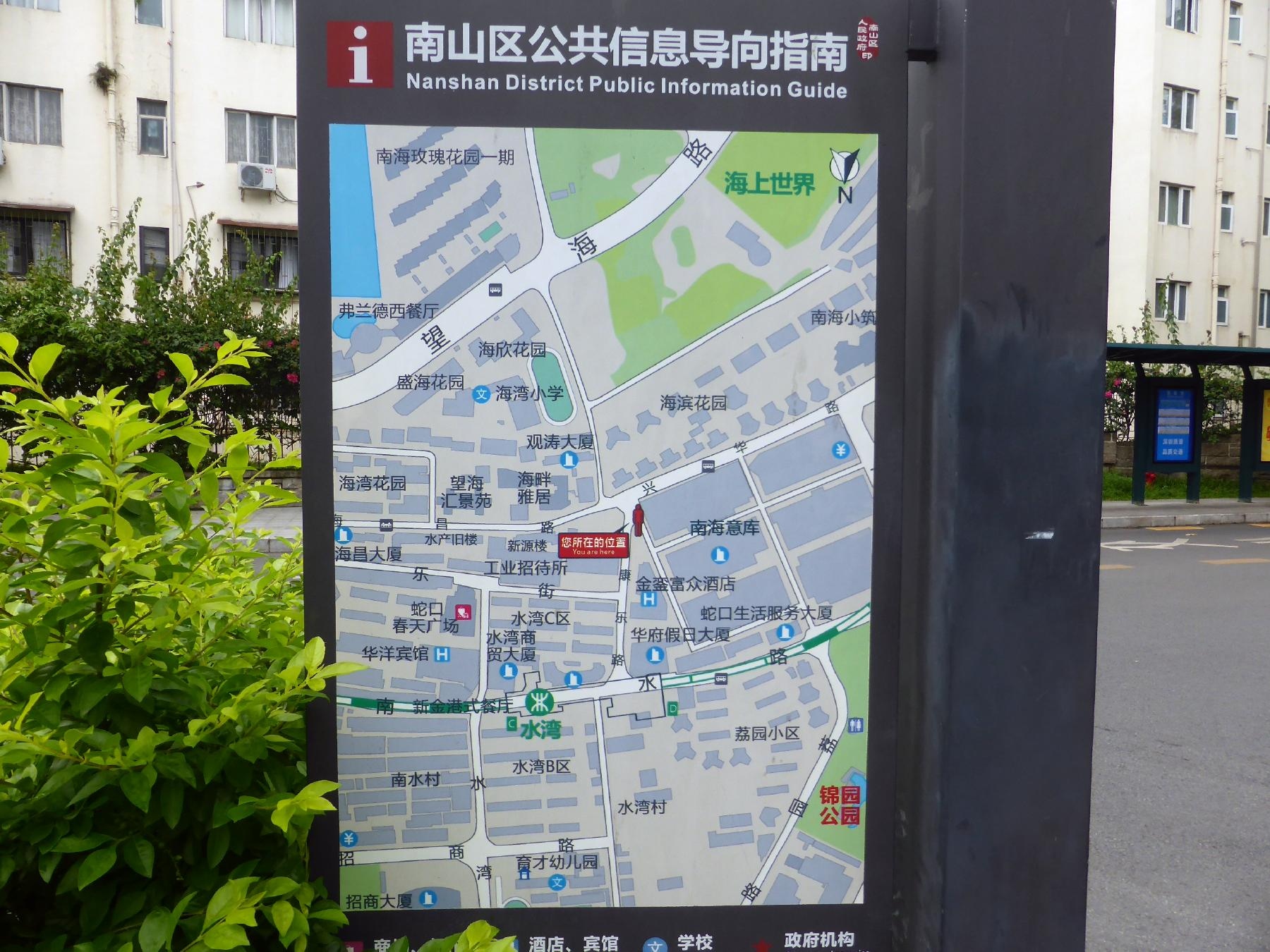
水湾駅D出口から徒歩3分
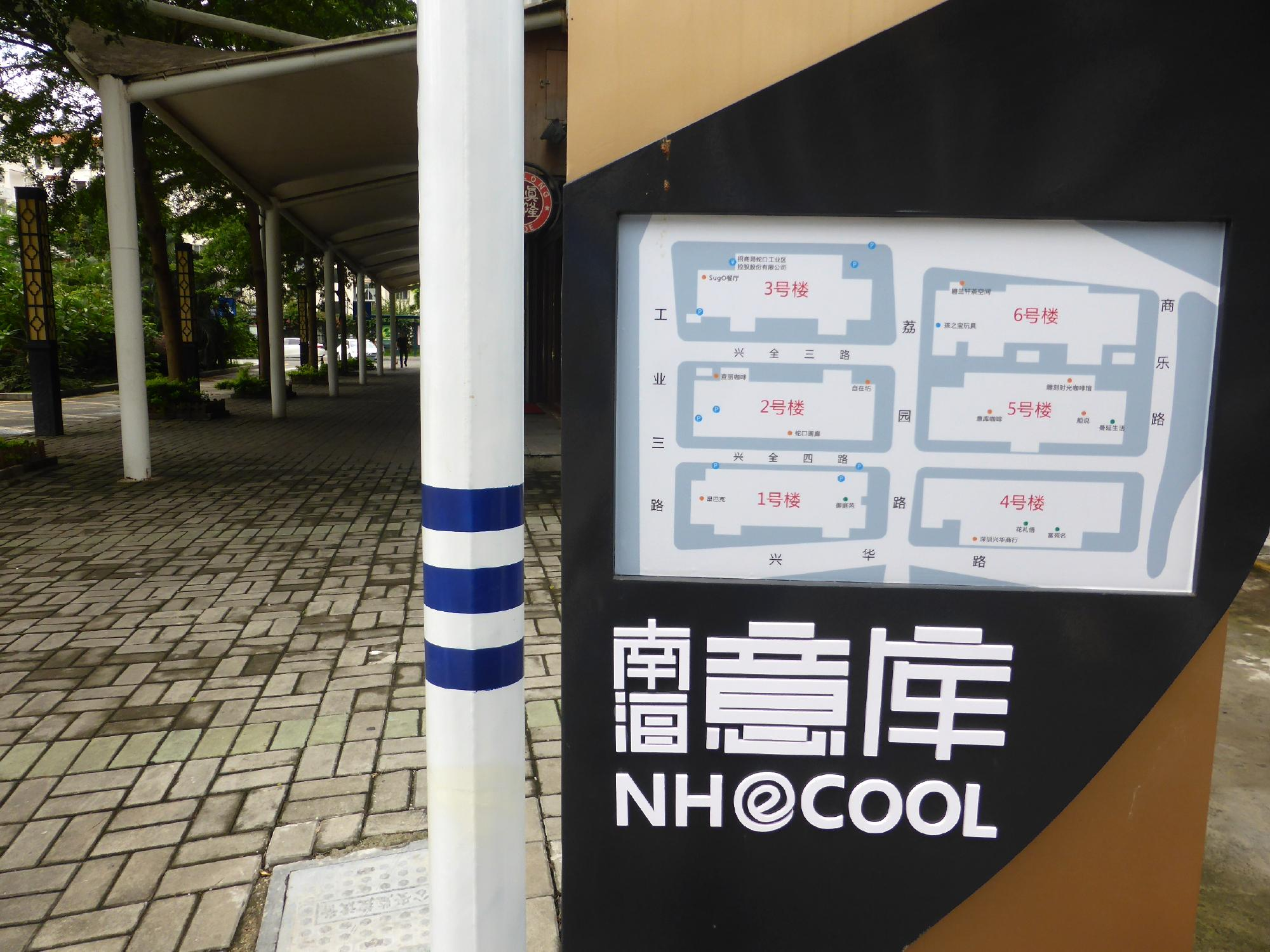
1号棟から6号棟まである

## ギャラリー

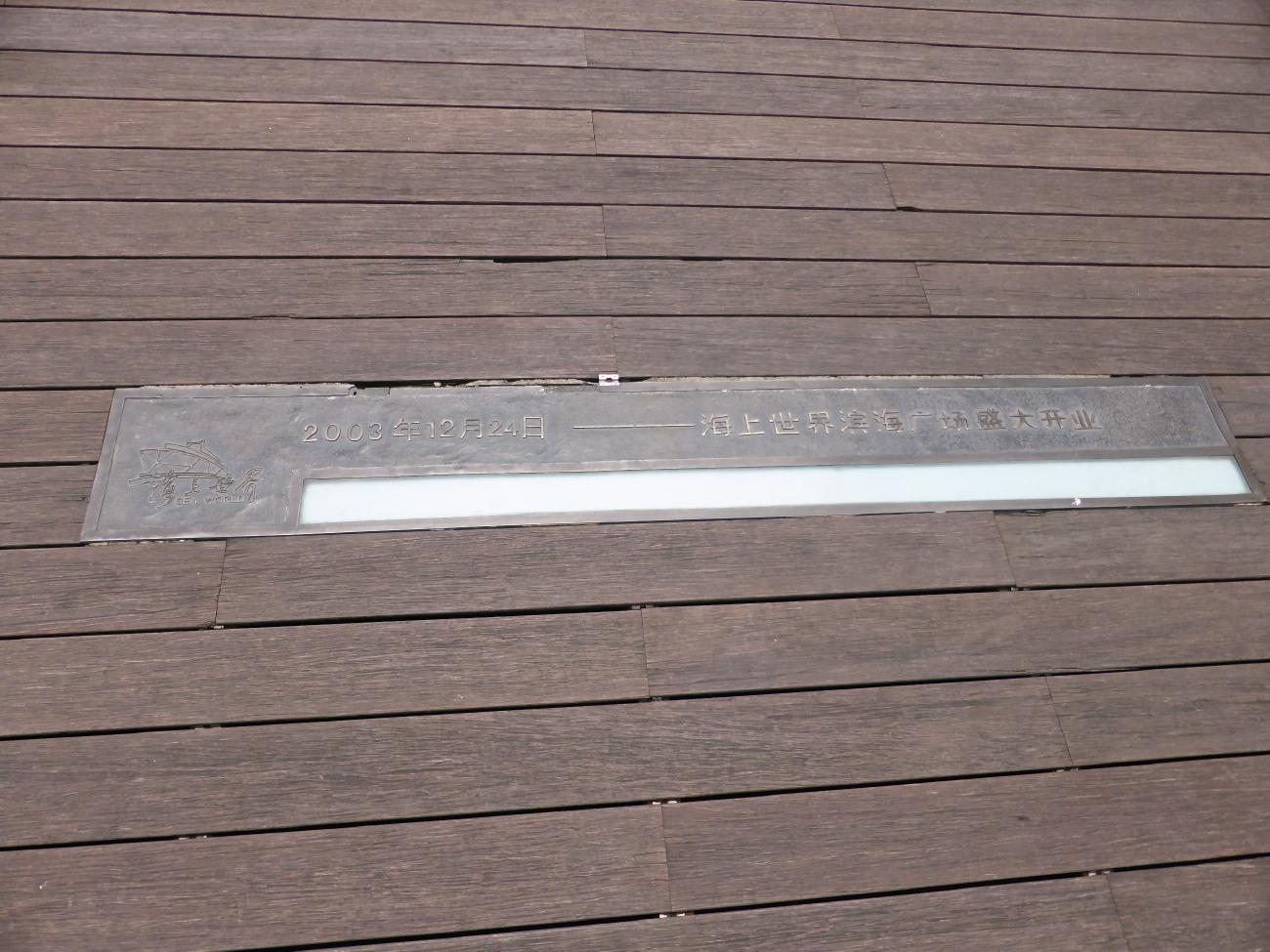
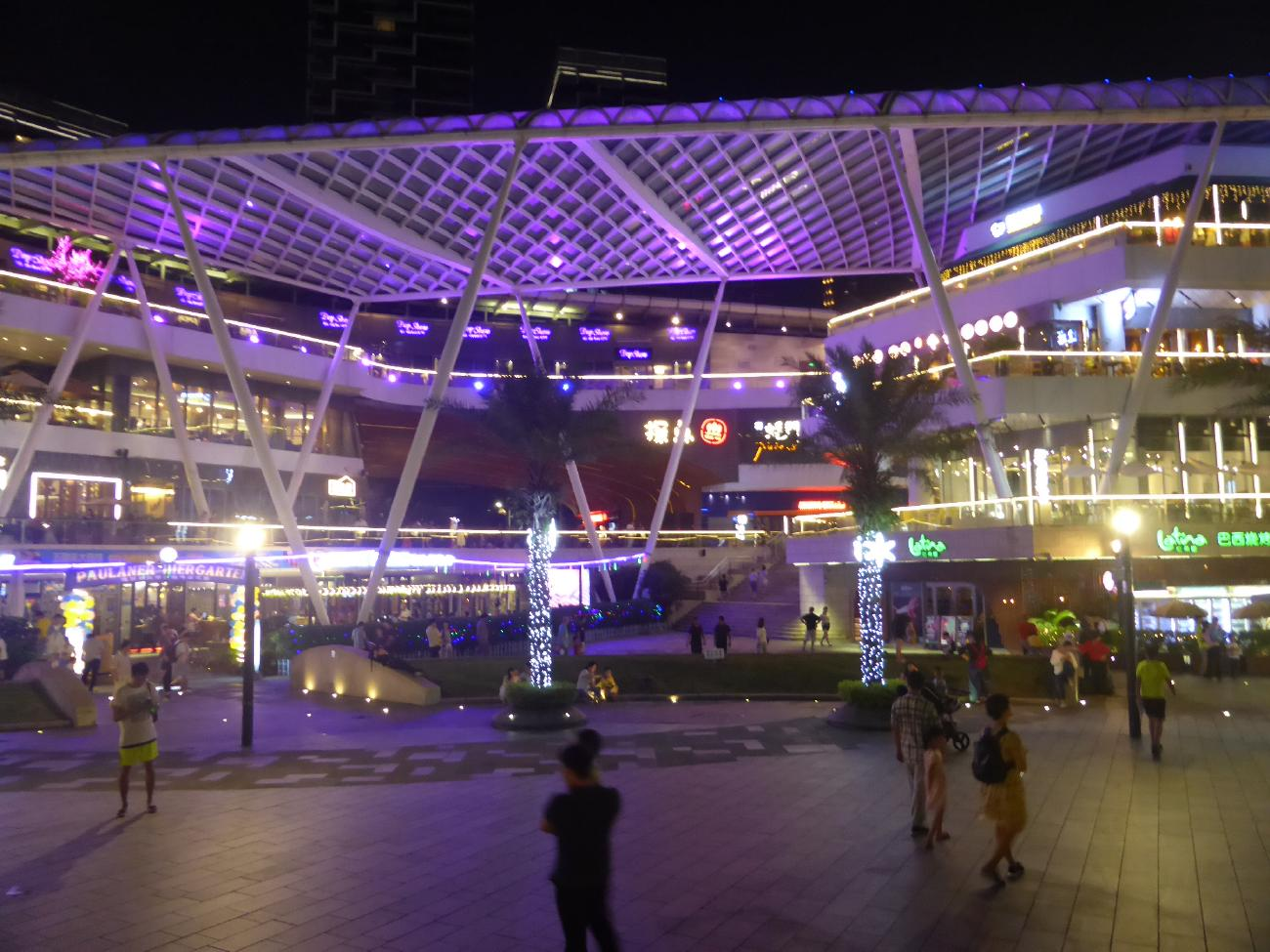
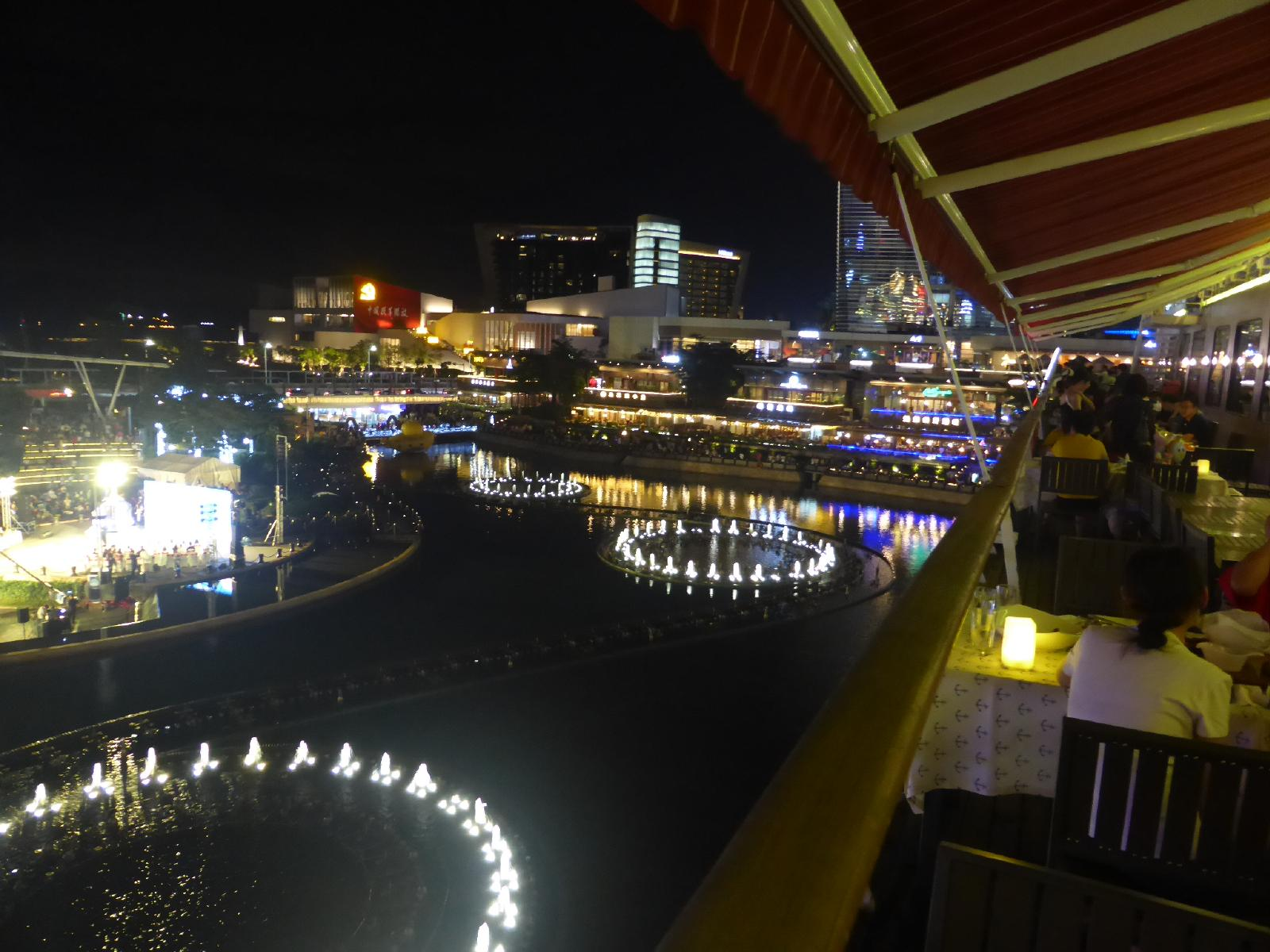
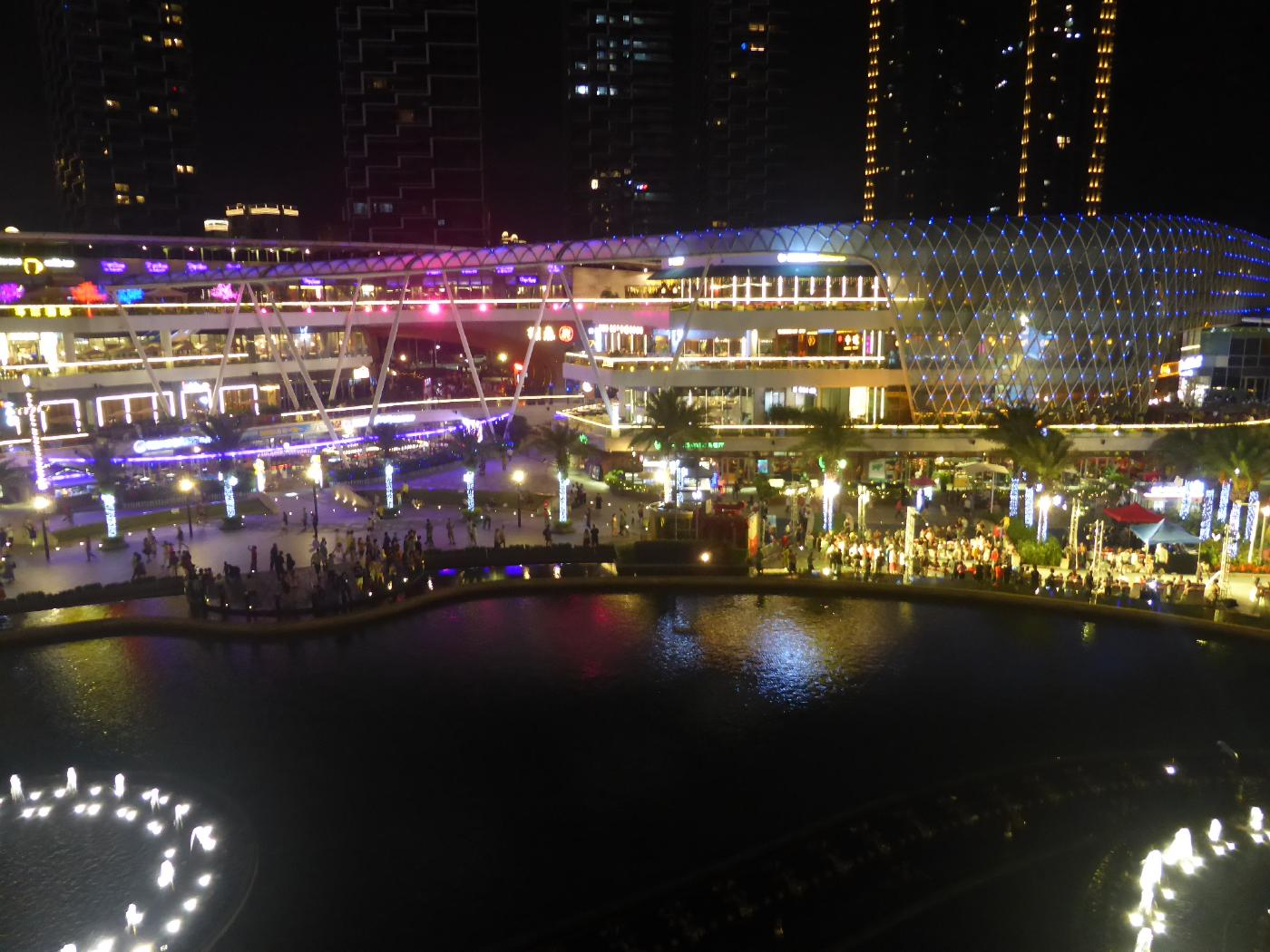
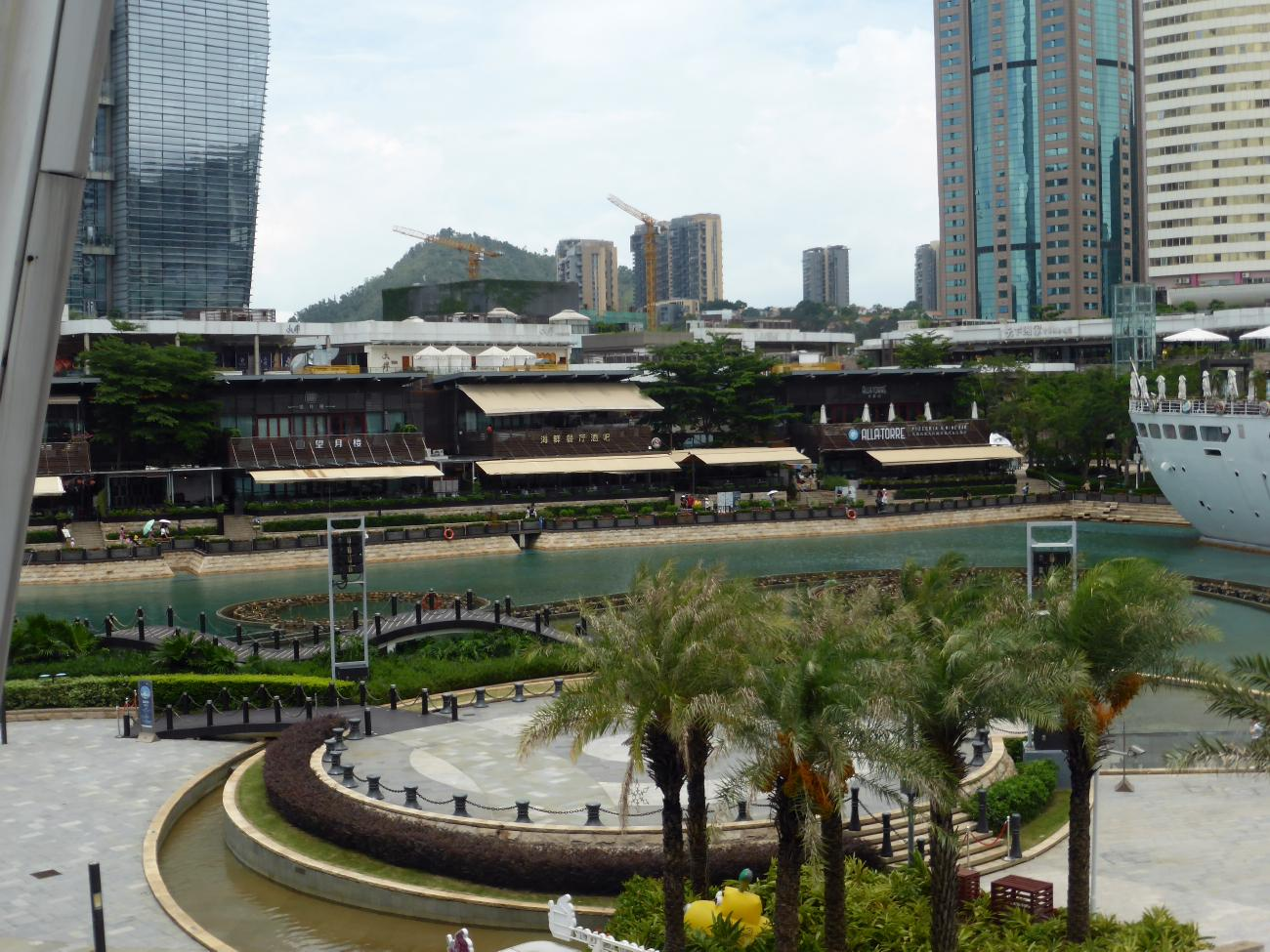
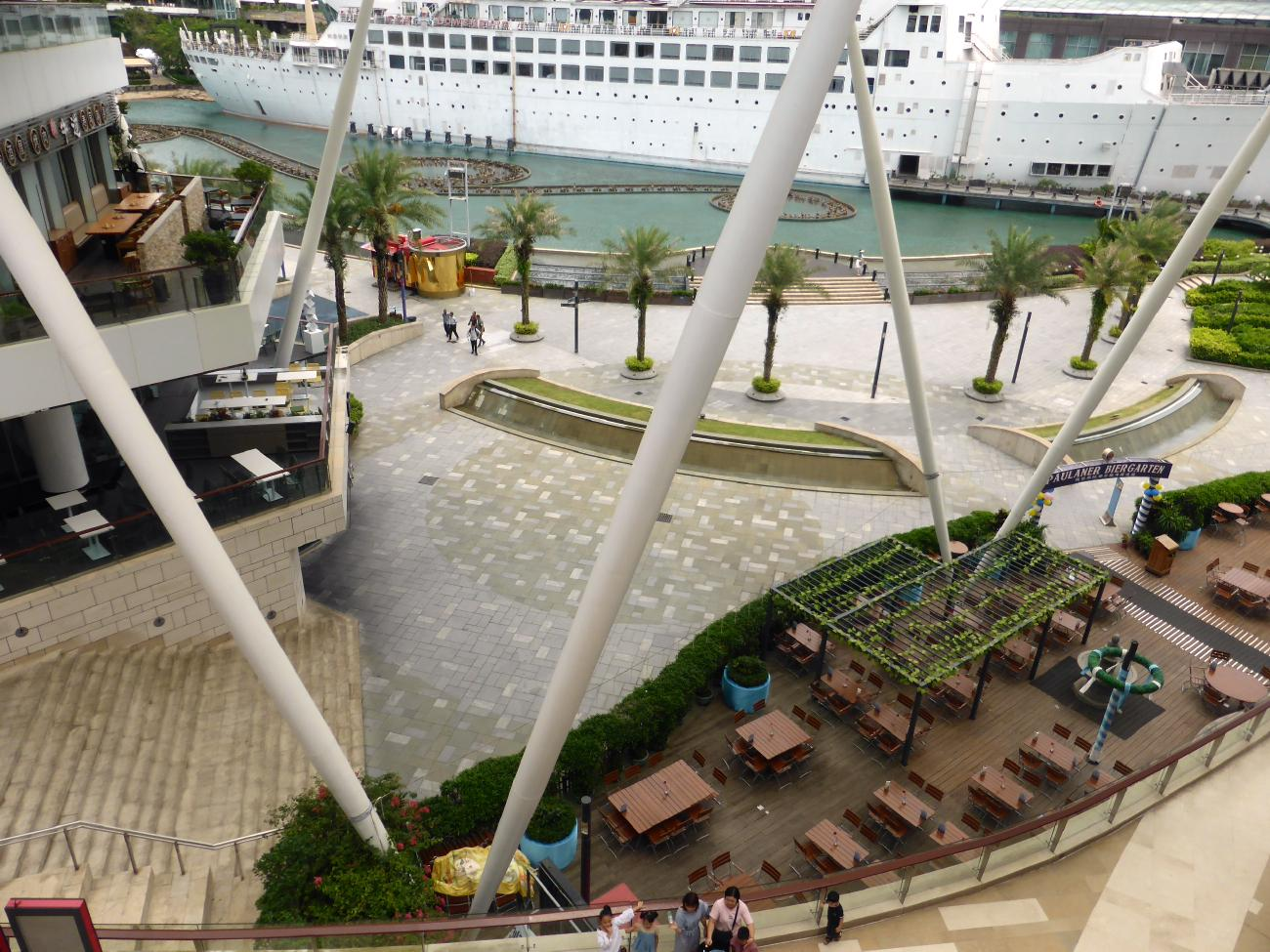
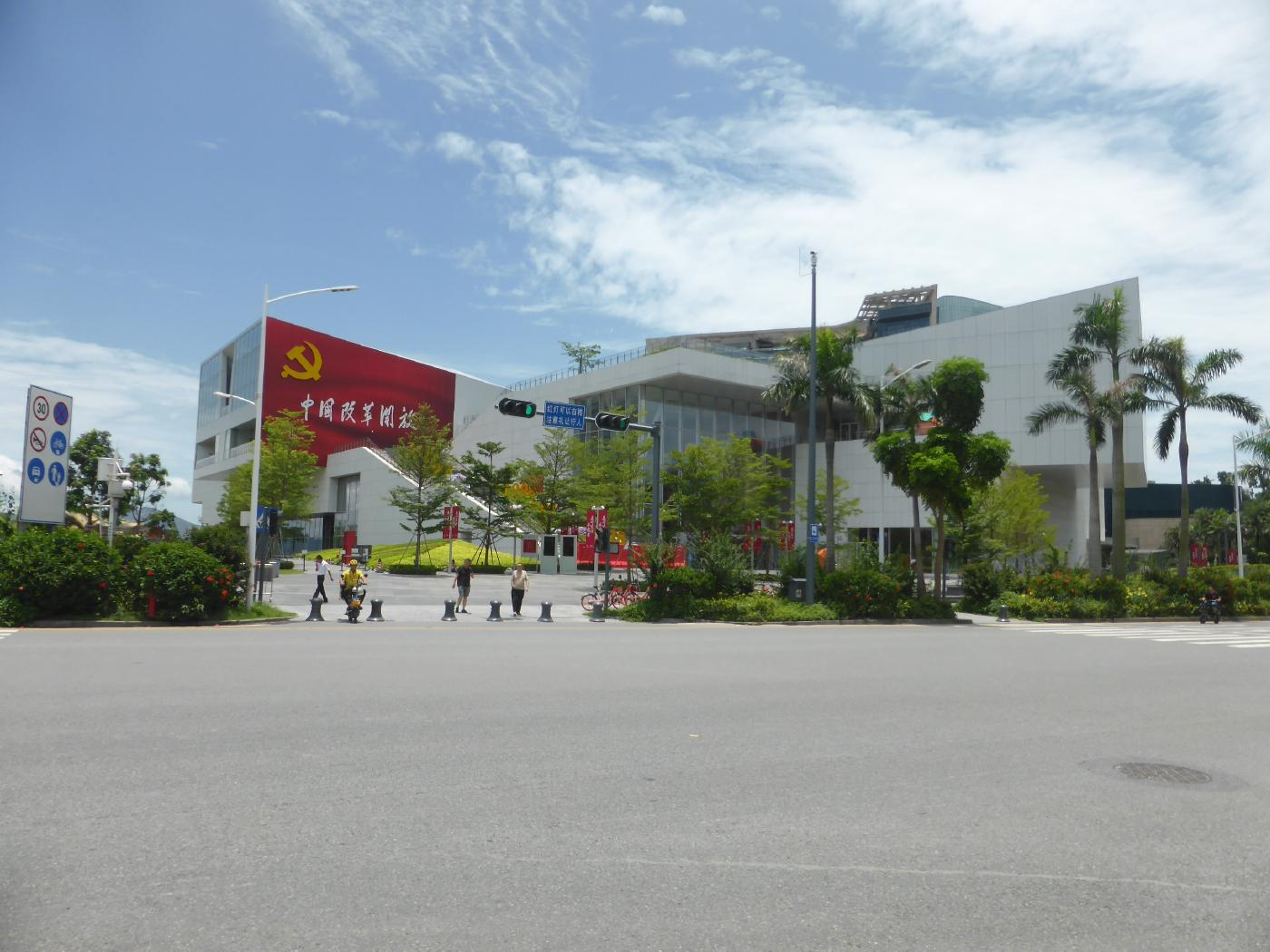
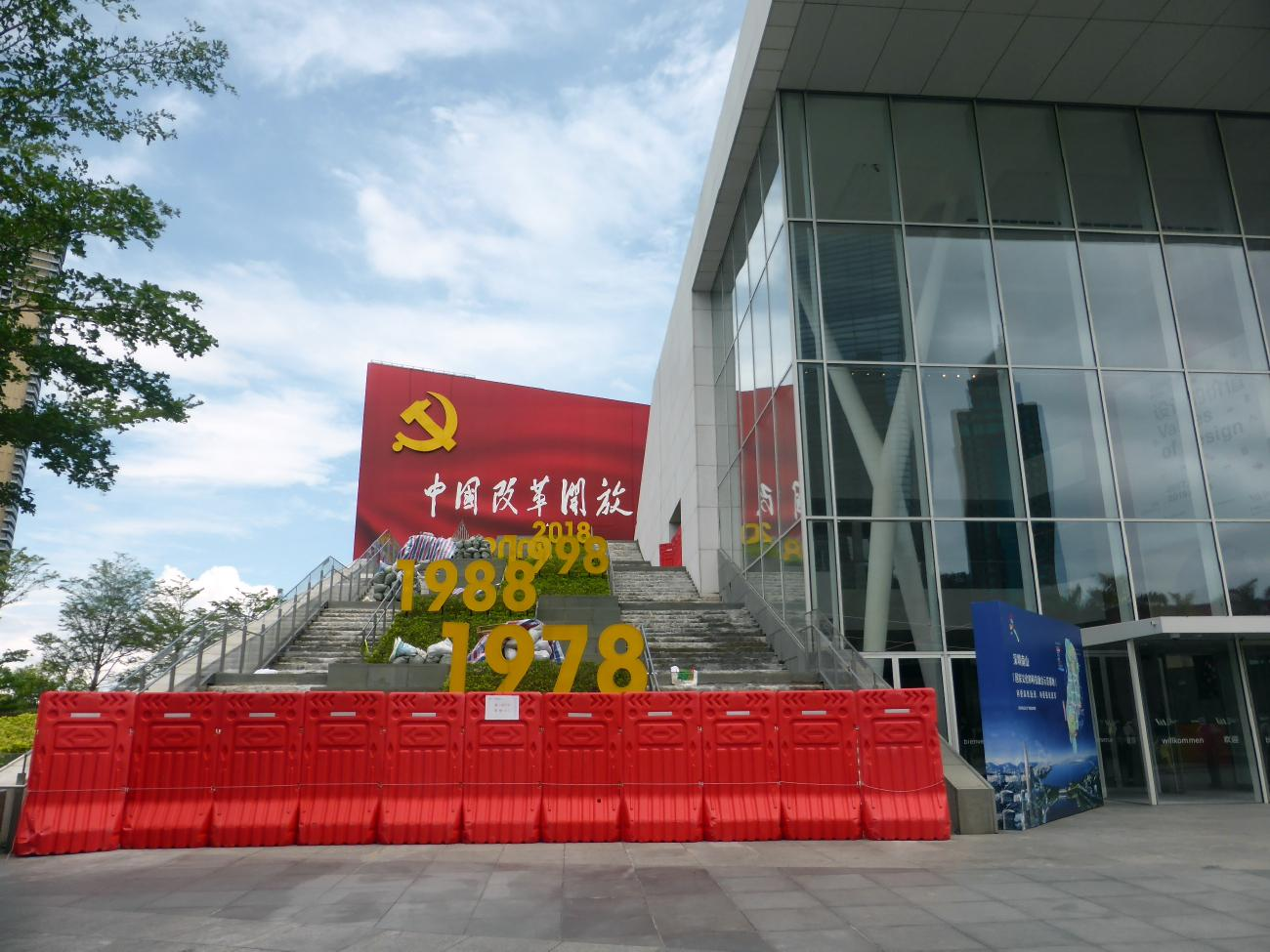
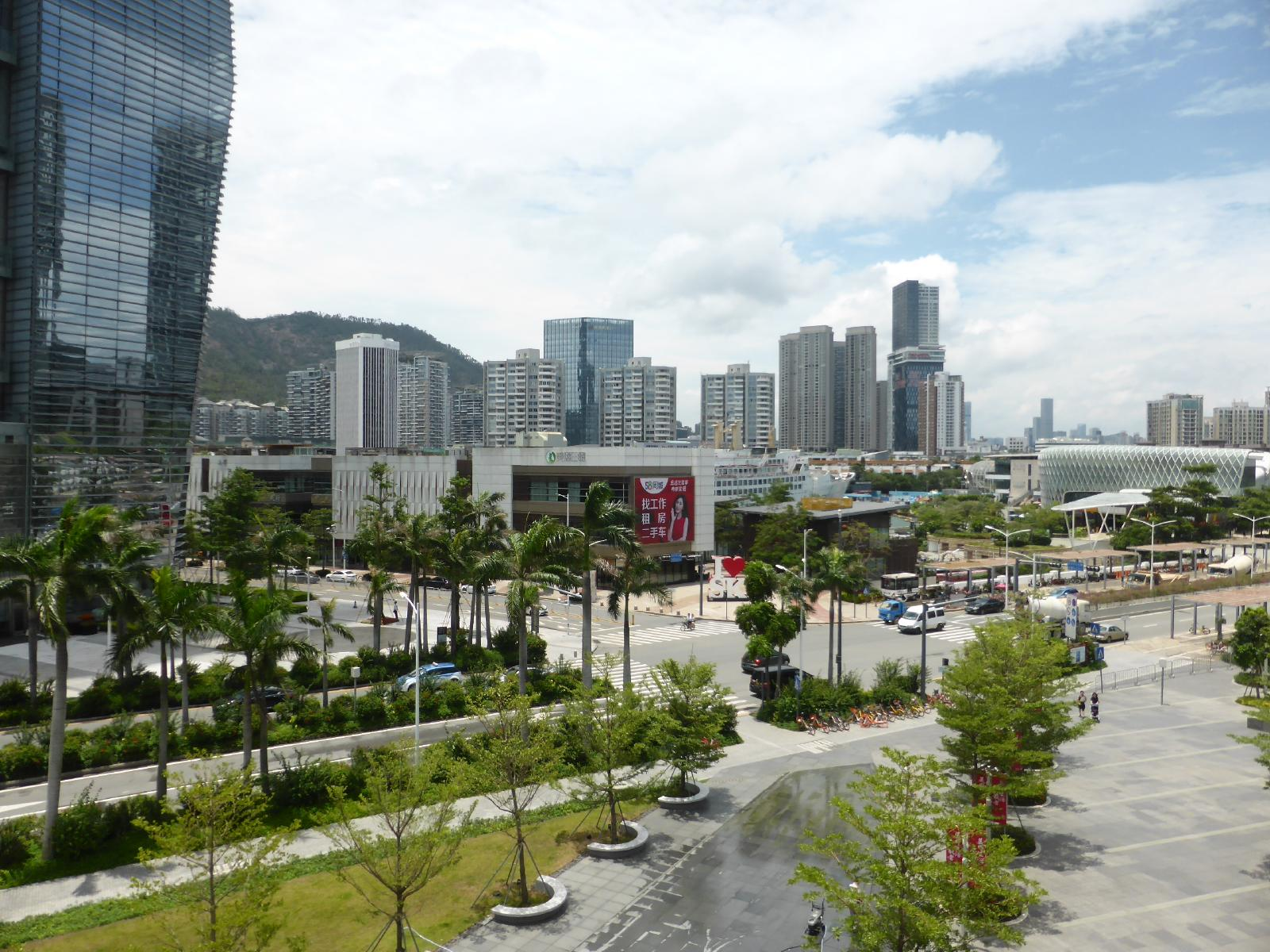
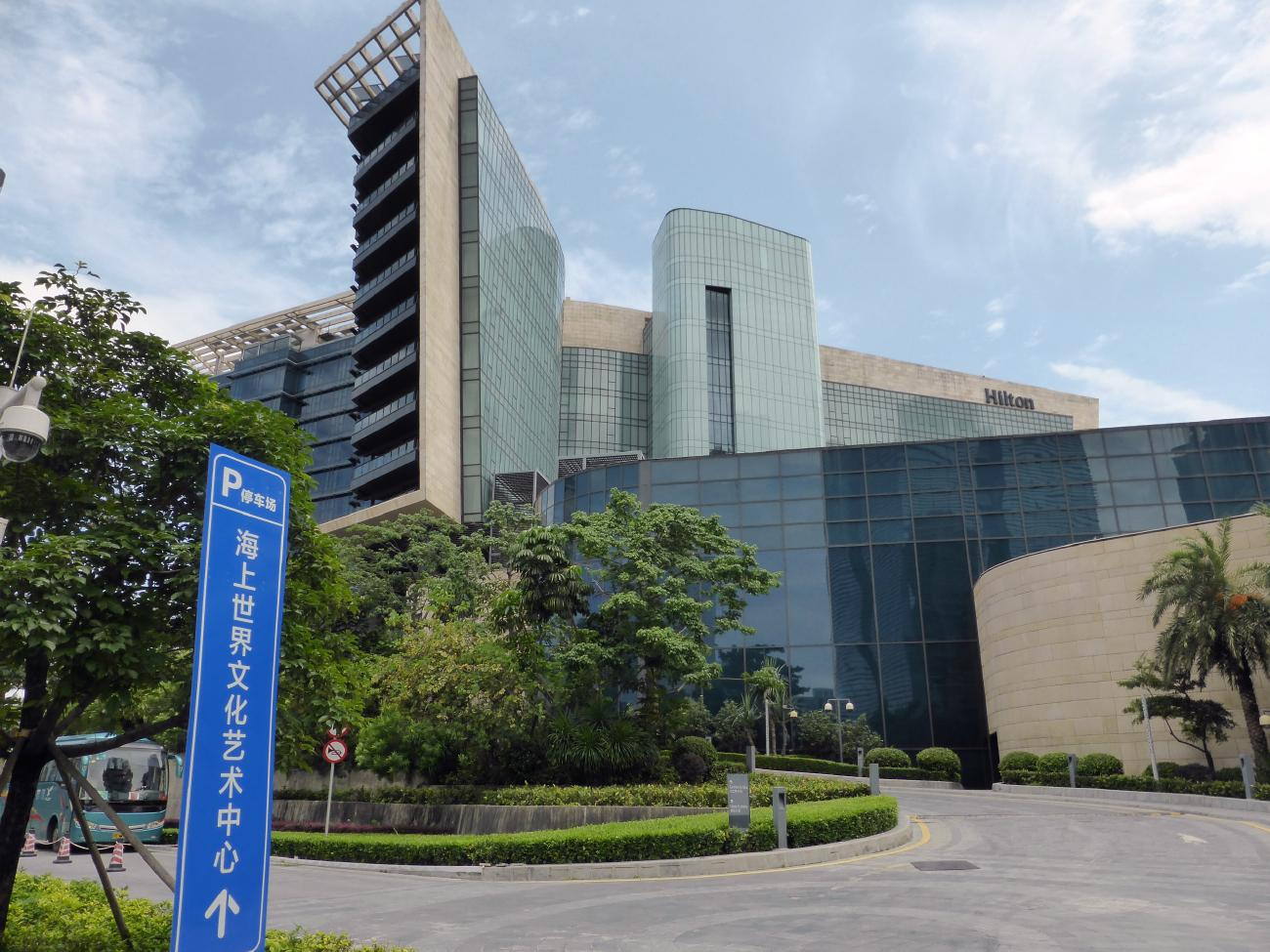
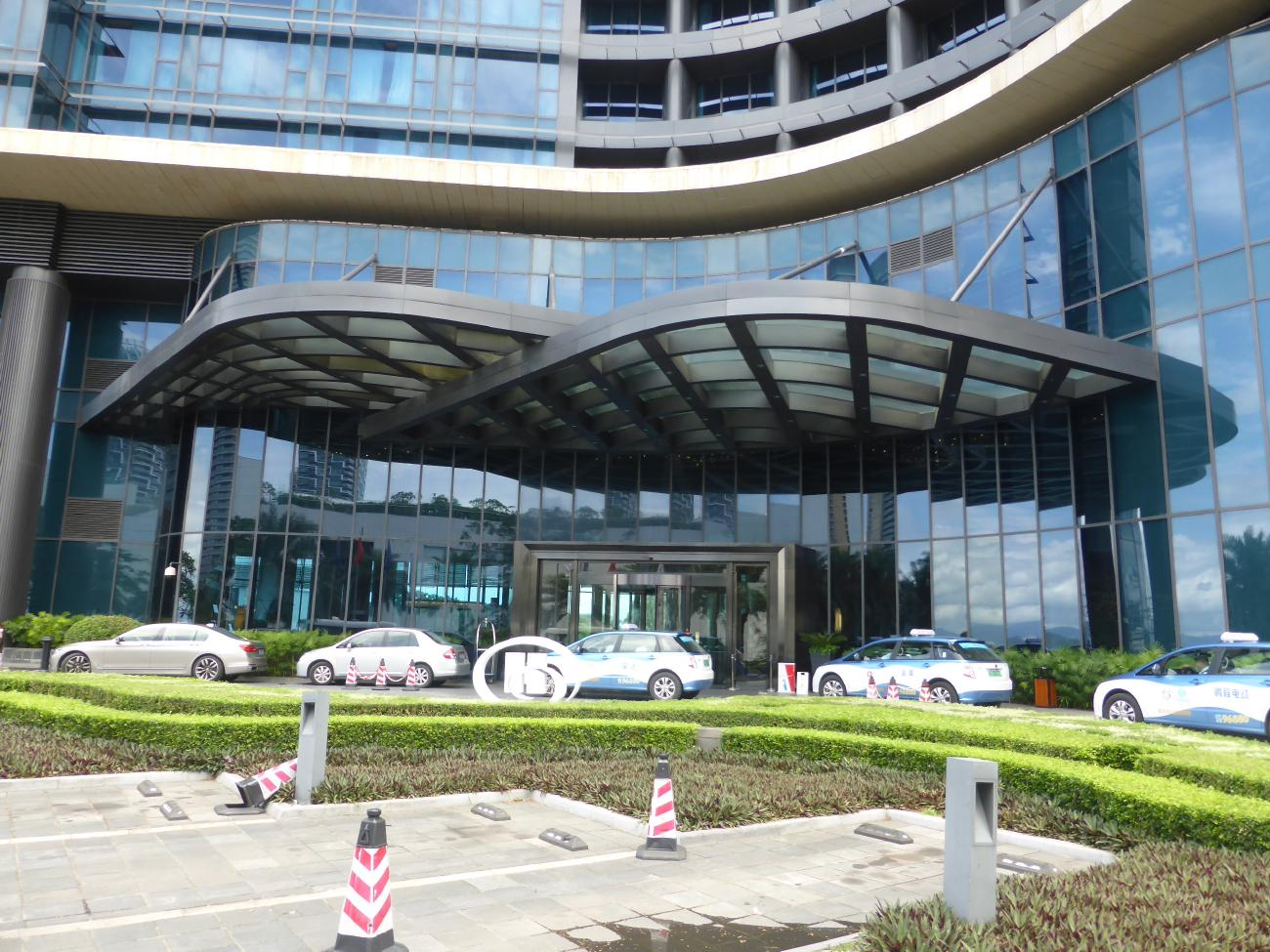
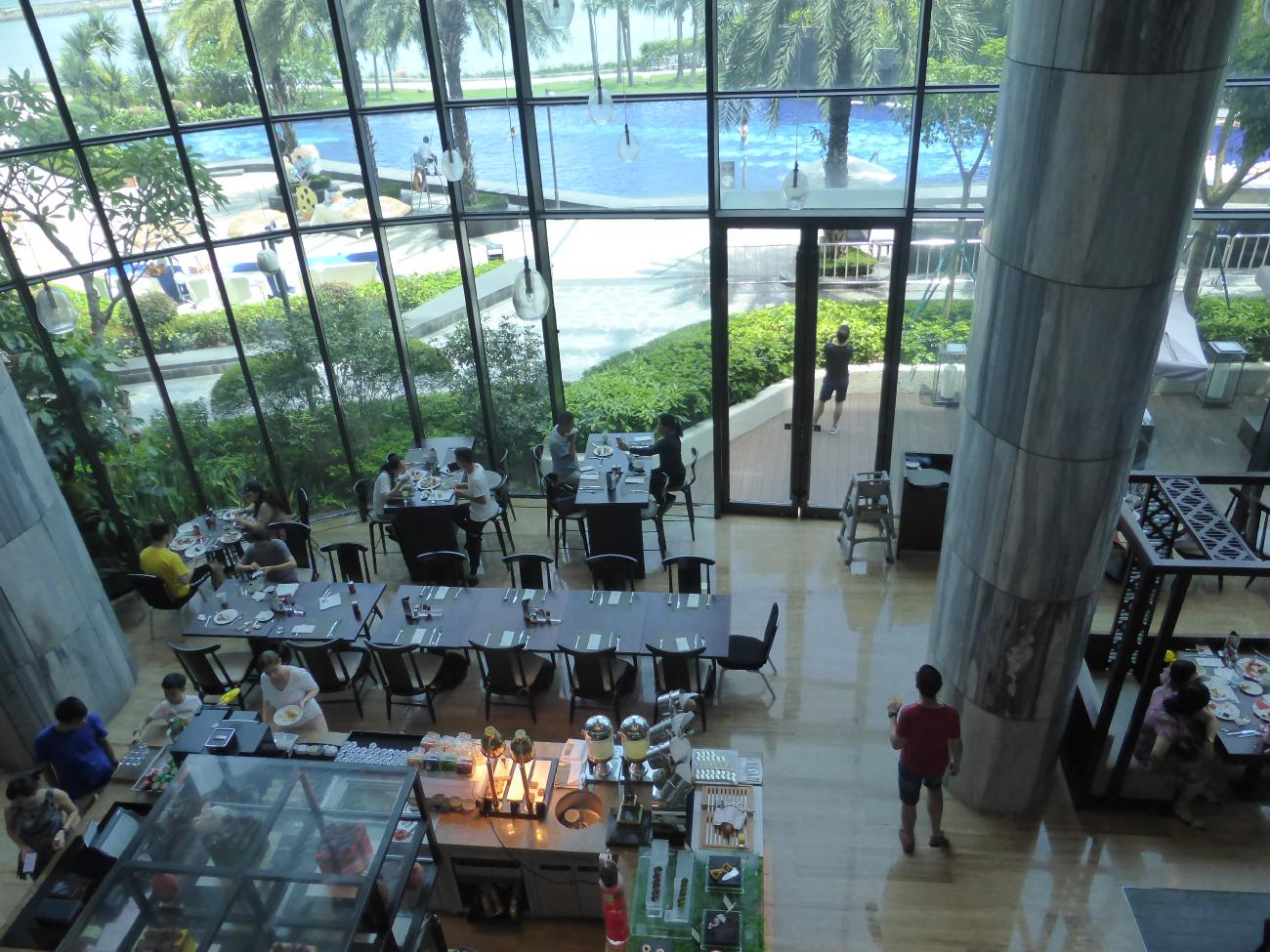
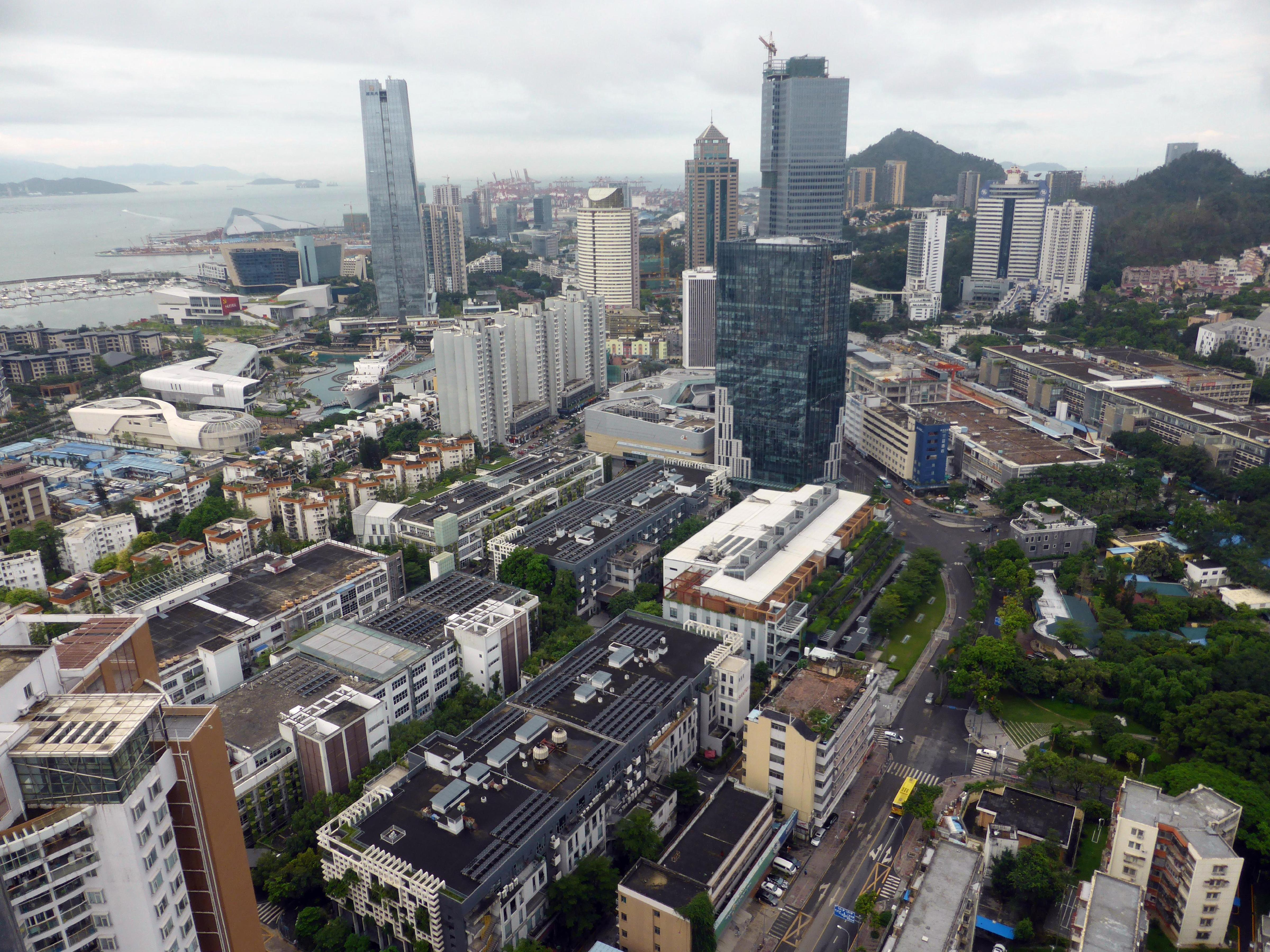